# Gyllenram
Gyllenram är en svensk adlig ätt som härstammar från Danzig. 
Släkten hette före adlande Ram. Ätten adlades 1717 och introducerades på Riddarhuset 1719 som adlig ätt nummer 1 528.

## Personer ur ätten
- Fredrik Gyllenram (1684–1737), militär
- Natanael Gyllenram (1686–1746), militär
- Fredrik Vilhelm Gyllenram (1771–1829), militär
- Carl Anton Gyllenram (1773–1826), författare
- Henrik Gyllenram (1814–1890), militär, politiker och ämbetsman
- Henric Fredric Gyllenram (1842–1918), militär
- Rudolf Gyllenram (1853–1934), militär
- René Gyllenram (1884–1959), militär och diplomat
- Rutger Gyllenram (1886–1969), militär
- Bertil Gyllenram (1887–1948), företagsledare
- Fredrik Bertilsson Gyllenram (1929–2010), militär
- Gunnar Gyllenram (född 1931), jurist